# Замок Аталая
Замок Виллена де Аталая (кат. Castillo Villena de Atalaya) — замок в городе Вильена провинции Аликанте, на юге Испании.

## Описание
Двойные стены и укрепления окружают замок по всему периметру, выполненному в форме прямоугольника. Внешняя стена состоит из двенадцати башен. Главный вход ориентирован на северо-запад. Внешняя стена замка ниже, чем внутренняя которая по всей своей протяжённости, имеет зубцы, за исключением юго-западного фланга.
Стены замка Виллена де Аталая достаточно мощные их толщина составляет, приблизительно, 4 метра. На юго-западной стороне главная башня, общая высота которой достигает, порядка, 27 метров.

## История
Арабские источники, впервые, упоминают о замке в 1172 году.
В середине тринадцатого века, христианские войска короля Хайме I Арагонского, предприняли две неудачные попытки овладением замком. Замок играл важную роль в войне за испанское наследство. В этот период служил убежищем для сторонников Филиппа V, воевавшего против императора Карла. В годы этой войны, значительная часть строений замка была разрушена и повреждена.
В 1931 году замок Виллена де Аталая был объявлен национальным историческим памятником и проведена первая реставрация, в 1958 году реставрационные работы возобновились. Последняя часть работ была завершена в 1999 году, был в большей части восстановлен интерьер замка и его стены.